# بيدرو باربوسا
بيدرو باربوسا (بالبرتغالية: Pedro Barbosa‏) (مواليد 6 أغسطس 1970) هو لاعب كرة قدم. يلعب مع منتخب البرتغال لكرة القدم. سبق له أن لعب في كأس العالم لكرة القدم مع منتخب بلاده.

## مسيرته الكروية
لعب بيدرو باربوسا خلال مسيرته الاحترافية مع 3 أندية في ستة عشر موسمًا وسجل خلالها 71 هدفًا ضمن 421 مباراة. حيث فاز في موسم واحد بالكأس وفي موسمين بالدوري.
خاض بيدرو باربوسا مسيرته مع نادي فريموند ‏ في موسم 1989–90 ولمدة موسمين، مشاركًا في 54 مباراة سجل خلالها 12 هدفًا. ثم انتقل إلى نادي فيتوريا دي غيماريش في موسم 1991–92 ليلعب معه أربعة مواسم، حيث شارك في 108 مباراة سجل خلالها 20 هدف. لينتقل بعدها إلى نادي سبورتينغ لشبونة في موسم 1995–96 ليلعب معه عشرة مواسم، مشاركًا في 259 مباراة سجل خلالها 39 هدفًا.

## روابط خارجية
- بيدرو باربوسا على موقع قاعدة بيانات كرة القدم.إي يو (الإنجليزية)
- بيدرو باربوسا على موقع ناشيونال فوتبول تيمز (الإنجليزية)